# EZ Streets
EZ Streets est une série télévisée américaine en neuf épisodes de 45 minutes créée par Paul Haggis dont seulement huit épisodes ont été diffusés du 27 octobre 1996 au 2 avril 1997 sur le réseau CBS.
En France, elle fut diffusée sur 13e rue du 27 octobre au 17 novembre 2001. Elle reste inédite dans les autres pays francophones.

## Synopsis
Dans une ville fictive, le gang des Easy a la mainmise sur toutes les rues dont le nom commence par les lettres comprises entre E et Z. EZ Streets place dans ce contexte une histoire particulièrement réaliste, où se côtoient des personnages sombres… La série n'est pas spécialement enjouée, mais très réaliste, sans pour autant être manichéenne.

## Distribution
- Ken Olin : Detective Cameron Quinn
- Joe Pantoliano : Jimmy Murtha
- Jason Gedrick : Danny Rooney
- R. D. Call : Michael « Fivers » Dugan
- John Finn : Captain Geary
- Debrah Farentino : Theresa Conners
- Richard Portnow : Detective Frank Collero
- Carl Lumbly : Mayor Christian Davidson
- Sarah Trigger : Elli Rooney
- Andrew Divoff : Andre « Frenchie » Desormeaux
- Mike Starr : Mickey Kinnear
- Andrew Rothenberg : Shirt

## Épisodes
1. Pilote (Pilot)
2. Toute photo a son histoire (Every Picture Tells a Story)
3. Beauté fatale (A Terrible Beauty)
4. Le Glaive et le Martyr (Saint Jude Took a Bullet)
5. Une vie de chien (Every Dog Has Its Day)
6. La Fiancée de la nuit (One Acquainted with the Night)
7. Seuls les anges ont des ailes (On the Left Side of the Angel)
8. La Foire aux innocents (A Ceremony of Innocence)
9. Nouveaux départs (Neither Have I Wings to Fly)